# شبکه بوشهر
کانال بوشهر، کانال تلویزیونی استانی متعلق به سازمان صدا و سیمای جمهوری اسلامی ایران است که ویژه مردم استان بوشهر برنامه پخش می‌کند. این شبکه مهرماه ۱۳۸۳ رسماً افتتاح گردید.

## تاریخچهٔ شبکهٔ بوشهر
تولید سیمای مرکز بوشهر در سال ۱۳۶۸ با پخش اذان محلی مغرب کار خود را آغاز کرد. یک سال بعد نیز پخش خبر تلویزیون فعالیت خود را شروع کرد.
در مهر ماه ۱۳۸۳ شبکهٔ استانی سیمای مرکز با حضور عزت‌الله ضرغامی ریاست صدا و سیمای جمهوری اسلامی ایران بازگشایی شد. این شبکه در شهریور سال ۱۳۸۵ در کل کشور، قسمتی از قارهٔ آسیا، شمال آفریقا، شرق اروپا و کشورهای مشترک‌المنافع پوشش داده شد.

## برنامه‌ها و فعالیت‌ها
تا پیش از بازگشایی شبکهٔ استانی برنامهٔ سیمای صبح جمعه در واحد تولید سیما، تولید و پخش می‌شد. همچنین برنامه‌هایی نیز برای پخش از شبکه‌های سراسری تهیه شده‌است که برخی از این برنامه‌ها شامل فیلم‌های مستند: پنجره، بندر پیر، سیراف، حرا، گسار و موج، نایبند، جزایر مند، فیلم‌های داستانی خانه شیشه‌ای، در دبستان، همیشه سبز، برگ‌های دفتر، خیری، آخرین سکانس، عباس و یونس و فیلم ترکیبی دایره و سریال‌های تلویزیونی آبادی ما، ماجراهای آقا حسن و روستای ما می‌باشد. تولید سیمای محلی بوشهر در سال ۷۸ و ۸۰ و ۸۳ موفق به کسب عنوان برتر در میان مراکز کل کشور گردید.